# Paul Maye
Paul Maye, nacido el 19 de agosto de 1913 en Bayonne y fallecido el 19 de abril de 1987, fue un ciclista francés. Profesional de 1936 a 1950, fue dos veces Campeón de Francia en Ruta y vencedor de dos etapas del Tour de Francia 1936.

## Palmarés
| 1936 - 2 etapas del Tour de Francia - 1 etapa del GP Wolber 1938 - Campeonato de Francia en Ruta 1939 - París-Angers 1941 - París-Tours | 1942 - París-Tours 1943 - Campeonato de Francia en Ruta 1945 - París-Tours - París-Roubaix - 2.º en el Campeonato de Francia en Ruta |

## Resultados
| Carrera         | Carrera         | 1936 | 1937 | 1938 | 1939 | 1940 | 1941 | 1942 | 1943 | 1944 | 1945 | 1946 | 1947 | 1948 | 1949 | 1950 |
| --------------- | --------------- | ---- | ---- | ---- | ---- | ---- | ---- | ---- | ---- | ---- | ---- | ---- | ---- | ---- | ---- | ---- |
|                 | Giro de Italia  | —    | —    | —    | —    | —    | X    | X    | X    | X    | X    | —    | —    | —    | —    | —    |
|                 | Tour de Francia | 33.º | Ab.  | Ab.  | Ab.  | X    | X    | X    | X    | X    | X    | X    | Ab.  | Ab.  | —    | —    |
|                 | Vuelta a España | —    | X    | X    | X    | X    | —    | —    | X    | X    | —    | —    | —    | —    | X    | —    |
| Mundial en Ruta | Mundial en Ruta | —    | —    | Ab.  | X    | X    | X    | X    | X    | X    | X    | —    | Ab.  | —    | —    | —    |